# Meins ORF
(M)eins ORF ist ein seit 6. Oktober 2015 existierendes Onlineangebot des Österreichischen Rundfunks. Es soll eine Vertiefung der ORF-eins-Information liefern und mehr junge Menschen ansprechen, die Nachrichten hauptsächlich übers Internet verfolgen.

## Konzept
Bei (M)eins ORF handelt es sich um sendungsbegleitende Angebote zu ORF1-Infosendungen wie "Magazin 1", "Talk 1" oder "Freistunde". Das Konzept wurde mehrmals überarbeitet, aktuell werden wöchentlich ca. fünf kurze Videos und Textbeiträge pro Woche bereitgestellt, welche die behandelten Themen aus einem ungewöhnlichen Blickwinkel beleuchten sollen. Bekannte Gesichter sind u. a. die "Freistunde"-Moderatorin Fanny Stapf oder der "Science Buster" Martin Moder.
Das Format wurde von der ORF-1-Infochefin Lisa Totzauer entwickelt.

## Rezeption
Die Website verzeichnet ca. 1 Mio. Videoaufrufe im Monat
Im Jahr 2018 gewann Veronika Mauler für den M(eins)-Beitrag "Sprechen mit den Augen" den Journalismuspreis "von unten" in der Kategorie Online. Ebenfalls im Jahr 2018 gewann Irina Oberguggenberger den Österreichischen Umweltjournalismus-Preis in der Kategorie „Digitale Medien“, und zwar für einen M(eins)-Beitrag über Müllvermeidung.